# Paul Wehrle
Paul Friedrich Wehrle (ur. 7 czerwca 1940 w Singen (Hohentwiel)) – niemiecki duchowny rzymskokatolicki, biskup pomocniczy Fryburga w latach 1981-2012.
Święcenia kapłańskie otrzymał 15 maja 1969. 14 kwietnia 1981 papież Jan Paweł II mianował go biskupem pomocniczym archidiecezji fryburskiej, ze stolicą tytularną Nova Germania. Sakry biskupiej udzielił mu abp Oskar Saier.
30 lipca 2012 papież Benedykt XVI przyjął jego rezygnację z funkcji biskupa pomocniczego.